# Virág Mihály (hidrológus)
Virág Mihály (Makó, 1947. január 8. – Makó, 1992. február 2.) Pro Aqua-díjas hidrológus, mérnök, a Virág-féle grafoanalitikus szerkesztés megalkotója. Kutatási területe: elsősorban a Tisza és a Dél-Dunántúli vízfolyások hidrológiája.

## Életpályája
Makói kubikus család tehetséges gyermeke volt, akit a békéscsabai Vízgazdálkodási Technikum Leningrádba és Krakkóba javasolt küldeni főiskolai tanulmányokra. Miután ezeket nem vállalta – Krakkóba még elment volna, de Leningrádot megtagadta – megbízhatatlanság bélyegét sütötték rá; a bajai Vízgazdálkodási Felsőfokú Technikum maradt a számára. Itt Dr. Zsuffa István professzor értő kezei alatt vált az egyik legkiválóbb hazai hidrológussá. Az 1970-es makói árvízvédekezésben már nélkülözhetetlen szakértő munkatársként működött közre korszerű valószínűség-elméleti ismereteivel, nagy munkabírásával.
Árvízi védekezőként kapta meg első katonai behívóját, melyet az árvízvédelmi katonai összekötő hatálytalanított, ám a védekezés végén már nem kerülhette el a sorozást. Szovjetunióba, a kazahsztáni területekre, a Kara-kum sivatagba vezényelték lokátoros kiképzésre.
Hazatérve a Budapesti Műszaki Egyetem különbözeti szakára iratkozott be, ahol sikeres alapszigorlatot tett. Tanulmányai jelentek meg, mégis alapszintű házi feladatok megoldására kötelezték. Ekkor hívta meg Zsuffa István a szaküzemmérnöki tanfolyam tanárául.
Virág Mihály 1968-ban még főiskolai hallgatóként Bernier és Roux francia nyelvű tanulmányainak beható értékelése során olyan mátrix-aritmetikai megoldást talált a Moran-modell alkalmazására, amellyel az addig elméleti szintű modell a gyakorlat részévé válhatott. Ezután Rózsa Pál professzornak a módosított mátrixok adjungáltjai számítását célzó alapvető tételeinek megalkotásánál is szerepet kapott. Ezt a munkát Zsuffa István is felhasználta kandidátusi értekezéséhez.
Az 1970-es években Virág Mihály sok munkát fordított az 1970. évi tiszavölgyi árvíz valószínűségi értékelésére. A Bernier és Veron cikke nyomán végzett számítások mellett Gnyegyenkó és Fisher-Tippet matematikai jellegű műveit is feldolgozta. Minden bizonnyal ő alkalmazta először az évi minimumok valószínűségének becslésére az adekvát Weibull-függvényt.
Rövid szegedi tartózkodás után 1973-ban Pécsett, a Dél-Dunántúli Vízügyi Igazgatóságnál talált haláláig működési területet, ahol magas színvonalú munkával Eszéky Ottó munkatársával – Lászlóffy Woldemár közreműködése mellett – többek között elkészítették a Dél-Dunántúl vízfolyásainak részletes műszaki-hidrológiai feldolgozását is. A vízgyűjtő feltárás időigényes munkája mellett elméletileg megalapozott becslési eljárások kidolgozására, hidrológiai és statisztikai jellegadatokat feltüntető térképekre is szükség volt, amelyekkel Virág Mihály és munkatársai megalapozták a III. Vízgazdálkodási Kerettervet is, évekkel annak kidolgozása előtt. Virág Mihály a kisvízfolyások rendezéséhez is egyértelmű számítási eljárást dolgozott ki Sorrensen grafoanalitikus módszerének invertálásával. A tározódás vizsgálatára szolgáló Virág-féle grafoanalitikus szerkesztés egymaga is jelentős helyet biztosít számára a magyar hidrológiában.
A legutolsó, a Hidrológiai Közlöny 1990. évi 6. számában megjelent, Eszéky Ottóval közös cikkében kifejezte, hogy a kisebb vízfolyások tényleges vízemésztő képességének meghatározásában elsődleges szerepe a helyszíni mérésekből származó tényezőknek van.
Munkássága, matematikai ismeretein alapuló elméleti tudása, gyakorlati tevékenysége igazolta: „Legjobb gyakorlat – ha az nehéz is – a jó elmélet”. Kimagasló munkásságát, eredményeit posztumusz Pro Aqua díjjal jutalmazták. (Pro Aqua emlékéremmel tüntethető ki a Magyar Hidrológiai Társaságnak az a rendes tagja, aki a Társaságban jelentős szakmai, illetve társasági szervező munkát végzett).
A bajai Eötvös József Főiskola Vízépítési és Vízgazdálkodási Intézetének Lászlóffy Woldemár Hidrometriai Mérőtelepén, Magyaregregyen található Virág Mihály és Eszéky Ottó közös emléktáblája. A mérőtelepen mindkét szakember hosszú időn keresztül tevékenykedett - oktatott, kutatott.

## Családja
1970–1991 között felesége Göldner Ildikó műszaki rajzoló, geodéta, grafikus. Két gyermekük született: Bernadett (1973), aki közgazdász diplomát szerzett a Pécsi Tudományegyetemen és Dániel (1976), aki örökölte édesapja matematikai tehetségét, a Szegedi Tudományegyetemen fizikát és csillagászatot hallgatott. Virág Mihály testvére, Kiss Lajosné Virág Rozália nyugdíjazásáig az Alsó-Tiszavidéki Vízügyi Igazgatóságon dolgozott.

## Publikációi
- Virág Mihály: Hidrológiai események jövőbeni előfordulásának jellemzése. Hidrológiai Közlöny, 1972/8. (p. 332-334)
- Virág Mihály: Árvízhozamok javítása a kiöntések miatt. Vízügyi közlemények, 1974/3. (p. 449-454)
- Szappanos Ferenc - Széles István - Virág Mihály: A Kapos vízrendezése tározással. Vízügyi közlemények, 1976/4. (p. 531-544)
- Virág Mihály - Eszéky Ottó: Kisebb vízfolyások tényleges vízemésztő képessége. Hidrológiai Közlöny, 1990/6 (p. 357-358)

## Tanulmányai
- Virág Mihály - Eszéky Ottó: Dél-Dunántúl lefolyási viszonyainak jellemzése. Vízgyűjtők hidrológiai feltárása XX. Pécs,  1981. október.
- Beke Sándorné - Virág Mihály - Eszéky Ottó: Árvízi lefolyás. Vízgyűjtők hidrológiai feltárása XXI. Pécs,  1983. április.
- Beke Sándorné - Virág Mihály - Eszéky Ottó: Kisvízi lefolyás. Vízgyűjtők hidrológiai feltárása XXII. Pécs,  1986. június.
- Virág Mihály: Mértékadó árhullám. Vízgyűjtők hidrológiai feltárása XXIII. Pécs,  1986. szeptember.